# 논리적 참
논리적 참(logical truth), 논리적 진 또는 논리적 진리, 논리적 진실은 논리학의 가장 기본적인 개념 중 하나이다. 광범위하게 말하면, 논리적 참은 구성 명제의 참 또는 거짓에 관계없이 참인 진술이다. 즉, 논리적 참은 참일 뿐만 아니라 논리 구성 요소(논리 상수 제외)의 모든 해석 하에서 참인 진술이다. 따라서 "p라면 p"와 같은 논리적 참은 동어반복으로 간주될 수 있다. 논리적 참은 분석적으로 참인(즉, 정의상 참인) 진술 중 가장 단순한 경우로 간주된다. 모든 철학적 논리는 논리적 귀결뿐만 아니라 논리적 참의 본질에 대한 설명을 제공하는 것으로 생각할 수 있다.
논리적 참은 일반적으로 필연적으로 참이라고 간주된다. 즉, 그것이 사실이 아닐 수 있는 어떤 상황도 발생할 수 없다는 뜻이다. 논리적 참술이 필연적으로 참이라는 견해는 때때로 논리적 참이 모든 가능세계에서 참이라고 말하는 것과 동일하게 취급된다. 그러나 어떤 진술이 필연적으로 사실인지에 대한 질문은 계속되는 논쟁의 주제로 남아 있다.
논리적 참, 분석적 진, 필수 진을 동등하게 취급하면 논리적 참은 사실(불확정 주장 또는 합성 주장이라고도 함)과 대조될 수 있다. 우연적 진리는 이 세계에서는 참이지만, 다르게 밝혀질 수도 있었다(즉, 적어도 하나의 가능세계에서는 거짓이다).
합리주의 철학자들은 논리적 참의 존재가 경험주의에 의해 설명될 수 없다고 주장해왔다. 왜냐하면 그들은 경험주의적 근거에서 논리적 참에 대한 우리의 지식을 설명하는 것이 불가능하다고 주장하기 때문이다. 경험론자들은 일반적으로 논리적 참(보통 단순한 동어반복으로 간주함)는 분석적이므로 세계를 설명하려는 의도가 없다고 주장함으로써 이러한 반대에 대응한다. 후자의 견해는 20세기 초 논리실증주의자들에 의해 두드러지게 옹호되었다.

## 같이 보기
- 모순
- 거짓
- 진리표
- 항진식
- 정리
- 타당성